# بایسه
بایسه (به ژوانگ: Bwzswz Si)(به چینی: 百色市، به پین‌یین: Bǎisè Shì) یک شهر در سطح ولایت در جمهوری خلق چین است که در منطقه خودمختار گوانگشی ژوانگ واقع شده‌است.

## خصوصیات
شهر در سطح ولایت بایسه ۳۶٬۲۵۲ کیلومترمربع مساحت و ۳٬۸۲۶٬۳۰۰ نفر جمعیت دارد و ۱۳۷ متر بالاتر از سطح دریا واقع شده‌است.
۷۷٪ جمعیت شهر مردم ژوانگ، ۱۵٪ مردم هان، ۴٪ مردم یائو و ۴٪ مردم میائو می باشد.